# Mindig Győző
Mindig Győző ,,a képregény egyetlen igazi szuperhőse" Pascal Jousselin francia képregényszerző Mindig Győző című képregénysorozatának kitalált főszereplője.

## Megjelenése
Mindig Győző ruházatához tartozik egy sárga mez, melyet egy stilizált képregény díszít, rövid fekete nadrág, narancs harisnya és kesztyű, fekete maszk és bakancs, valamint egy hátközépig érő fekete köpeny.

## Képességei és készségei
Legmeghatározóbb képessége, hogy képes átmászni a szomszédos képkockákba. Az olvasóhoz hasonlóan képregényként látja a világot így láthatja az egész oldalpár összes kockáját. Mivel a képregény a cselekményt pillanatonként jeleníti meg, képes időutazásra is. Megeshet, hogy egyes képkockák aránya eltérő, ez esetben, ha átmászik a mérete nem változik, de mivel a kockában tartózkodó személyek aránya más, mint az övé, nagyobb vagy kisebb méretű lesz a többieknél.

Részlet a Justice et légumes frais album magyar fordításából

Ereje megegyezik bármely más emberével, de mivel a szomszédos kockákból is tud támadni, több irányból csaphat le ellenfelére. Rendkívül intelligens és sokat gondolkozik a képregény hatalmáról és az idő és tér összefüggéseiről a képregényben.

## A sorozat mellékszereplői
- Jean-Pierre: A falu rendőrkapitánya Mindig Győző jó barátja, aki gyakran kér tőle segítséget.
- 2d Srác (Tudi): Kezdő szuperhős Mindig győző mentoráltja. Képessége a perspektívával való játék.
- Pépé Cochonnet: Öregember, aki ha idegesen kiabálni kezd, a hozzá kapcsolható szóbuborékok a képregény szerves részeivé válnak és így nagy rombolást vihetnek végbe.

### Ellenfelek
- Őrült tudós: Alacsony kopasz ember, aki fehér köpenyt és fekete szemüveget hord. Mindig Győző fő ellenfele, aki ördögi találmányaival próbálja elpusztítani a várost.
- Vigyori: Szuper-bűnöző, aki Grandville városa felett próbálja átvenni az uralmat. Képessége, hogy át tud menni az oldalakon, de csak pontosan az oldal túloldalán tud megjelenni. A tetthelyen mindig egy vigyort ábrázoló cetlit hagy, amit a városlakók egy narancsgerezdnek néznek.

## Albumok
| év   | szám | Eredeti cím              | kiadó  |
| ---- | ---- | ------------------------ | ------ |
| 2017 | 1    | Justice et légumes frais | Dupuis |
| 2018 | 2    | Super-héros de proximité | Dupuis |

## Magyarul
A magyar közönség a Kockás képregénymagazin 2019-es nyári különszámában találkozhatott először a karakterrel. A magazinban azóta gyakran feltűnnek a Justice et légumes frais album rövid történetei magyarul.

## Fordítás
- Ez a szócikk részben vagy egészben  az   Imbattable című francia Wikipédia-szócikk ezen változatának fordításán alapul.  Az eredeti cikk szerkesztőit annak laptörténete sorolja fel. Ez a jelzés csupán a megfogalmazás eredetét és a szerzői jogokat jelzi, nem szolgál a cikkben szereplő információk forrásmegjelöléseként.
- Ez a szócikk részben vagy egészben  az   Onklopbaar című holland Wikipédia-szócikk ezen változatának fordításán alapul.  Az eredeti cikk szerkesztőit annak laptörténete sorolja fel. Ez a jelzés csupán a megfogalmazás eredetét és a szerzői jogokat jelzi, nem szolgál a cikkben szereplő információk forrásmegjelöléseként.